# Cynortula stellata
Cynortula stellata is een hooiwagen uit de familie Cosmetidae.